# Bertha Vyverová
Bertha Vyverová (nepřechýleně Vyver; 11. června 1854 Londýn – 20. listopadu 1941 Stratford nad Avonou) byla anglická fotografka a autorka životopisu o Marii Corelliové. Starala se o domácnost skotského básníka Charlese Mackaye a byla dlouholetou společnicí Marie Corelli, která byla básníkovou nemanželskou dcerou. Od roku 1875 až do smrti Charlese Mackaye v roce 1889 Bertha udržovala jeho dům a starala se o něho až do jeho smrti. Později se starala i o svou matku, také až do její smrti. Poté, zbavena svých ošetřovatelských povinností, zůstala u Corelliové, kterou povzbuzovala a pomáhala jí v její spisovatelské kariéře. Když Corelliová zemřela, Vyverová se stala vykonavatelkou její literární pozůstalosti, napsala její biografii a starala se o jejich dům až do své smrti.

## Životopis
Bertha Amelia Adriana Francisca van der Vyver se narodila 11. června 1854 jako jedna ze tří dcer narozených Alphonsovi Petrovi Francisco Adrianovi van der Vyverovi a jeho manželce. Její otec byl často uváděn jako belgicko-španělský obchodník a matka jako belgická hraběnka. Ve skutečnosti otec, známý v Anglii jako Peter Francis Adrian Vander Vyver, byl Holanďan a jeho manželka Pauline Maria Josephine Francisca byla Francouzka. Vzali se v Jersey v roce 1850 a brzy poté se přestěhovali do Anglie, kde se usadili v Londýně ve čtvrti Lambeth.Tam se narodily jejich dcery Paulina Bertha Laura, Bertha a Adriana Francisca „Ada“. Otec byl neúspěšný podnikatel, několikrát vyhlásil bankrot a živil se prodejem falešných dědičných titulů. Titul „hrabě“ a „hraběnka“ rozšířil na sebe a svoji manželku. Když se jeho dcera Paulina provdala za skutečného španělského hraběte, její otec se svatby odmítl zúčastnit.
V roce 1856 otec řekl své ženě, že jejich manželství nebylo legální a 10. dubna se znovu vzali na svatojiřském náměstí v Hannoveru. V roce 1859 se hraběnka, jak byla nazývána, odebrala s dětmi do Glasgowa. Otec ji následoval a založil firmu, která opět zkrachovala. Hraběnka podala žádost o rozvod ve Skotsku v roce 1860. Rozvod Vander Vyver napadl s odůvodněním, že jsou Holanďané a podle skotského práva se zde nemohou rozvést. Poté žili odděleně a hraběnka se vrátila do Londýna i s dcerami. Hraběnka se usadila na 7. Cleveland Terrace, bydlela pár bloků od Marie – tehdy ještě Mackayové – , která se stala celoživotním přítelkyní Berthy. Marie měla podobně komplikovanou minulost jako Bertha ,byla nelegitimní dcera Charlese Mackaye. V 60. letech 19. století obě dívky společně navštěvovaly klášterní školu v Paříži.

## Kariéra
V roce 1875 Mariina matka onemocněla a nebyla schopná nadále pečovat o domácnost Mackayů. Navrhla proto aby se Bertha přistěhovala a vedla domácnost. Financování domácnosti bylo obtížné, protože jediným zdrojem příjmů byl Mackayův důchod ve výši 100 GBP ročně a příjem, který dostávala Bertha. Jak se Mackayovo zdraví zhoršovalo, všichni byli nuceni přestěhovat se blíže ke zdravotnickým zařízením a tak se v roce 1883 přestěhovali do Kensingtonu. Charles Mackay byl napůl ochrnutý po těžké mrtvici a Bertha mohla jen zřídka opustit dům. Kromě péče o něho a o domácnost se Bertha začala věnovat fotografování a stala se poměrně úspěšnou, i když se zachovalo jen málo jejích snímků. Marie byla jako spisovatelka velmi úspěšná. Přesto se rozhodla ukončit používání jména svého otce, tvrdila, že jí to nepomáhá vydělávat si na živobytí literaturou a vymyslela si novou identitu, stala se Marií Corelli z Benátek. Když Charles Mackay na konci roku 1889 zemřel, mohla Bertha cestovat s Corelliovou. V lednu 1890 odjeli do na několik dní Eastbourne.  Po návratu se dozvěděli, že hraběnka, Berthina matka,kterou i Marie považovala za druhou matku, umírá. Nastěhovaly se k ní a zůstaly u ní až do její smrti. Od té chvíle mohla Bertha bezstarostně cestovat s Marií a podporovat její psaní. Obě ženy spolu žily téměř čtyřicet let. V roce 1901 se přestěhovaly do domu ve Stratfordu nad Avonou zvaného Mason Croft na Church Street, který je v současné době ve vlastnictví Shakespearova institutu University of Birmingham.
Žily společně až do roku 1924, kdy Marie Corelli zemřela a ve své závěti přenechala Vyverové vše, co vlastnila a ustanovila jí vykonavatelkou závěti.

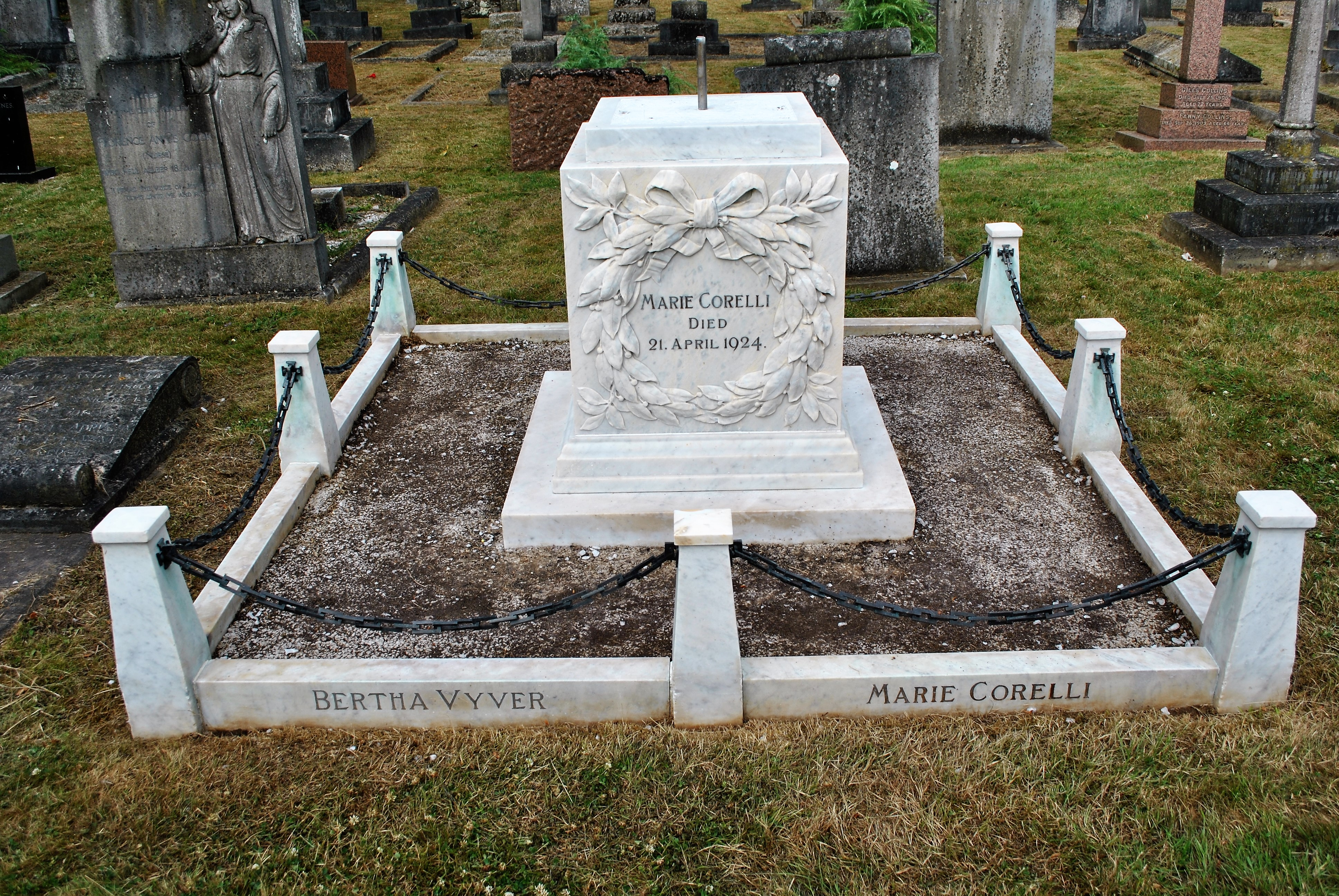
Společný hrob Marie Corelli a Berthy van der Vyver, hřbitov Road, Stratford nad Avonou

## Poslední roky
Bertha nadále udržovala dům ve Stratfordu nad Avonou, jako za Mariina života. Jako majitelka literární pozůstalosti rok po Mariině smrti vydala její životopis Open Confession (Otevřená zpověď). V roce 1930 vydala Memoirs of Marie Corelli (Vzpomínky na Marii Corelli). Až do roku 1939 i přes své zhoršující se zdraví se Vyverová snažila udržovat dům podle Mariina přání. Zasáhla ovšem válka a o záchraně domu se začalo jednat až po Berthině smrti. Obě ženy jsou pohřbeny společně na hřbitově Evesham Road, Stratford nad Avonou.

## Poznámka
Kniha Boy od Corelliové má dedikaci: „Mé nejdražší kamarádce na světě Berthě Vyver, která celý můj život znala od dětství a byla svědkem celé mé literární tvorby od samého začátku, tento jednoduchý příběh je jí s vděčností a láskou věnován.“ Kniha Thelma (1887) byla také věnována Berthě Vyver: „Mé nejdražší přítelkyni Berthě Vyver, jako uznání její milé společnosti, něžných sympatií a nejvěrnější lásky“.